# Họ Cá heo đại dương
Cá heo đại dương hay họ Cá heo đại dương (Delphinidae)  là một họ cá heo phân bố rộng rãi ở biển. Ba mươi loài còn sinh tồn đã được mô tả. Chúng bao gồm một số loài lớn có tên chung chứa từ "cá voi" thay vì "cá heo", như "cá voi" sát thủ và "cá voi" hoa tiêu. Họ Cá heo đại dương là một họ trong siêu họ Delphinoidea, cũng bao gồm cá heo chuột (họ Phocoenidae), và cá voi trắng và kỳ lân biển (họ Monodontidae). Các loài cá heo sông là họ hàng của siêu họ Delphinoidea.
Các loài cá heo đại dương có kích thước từ cá heo Maui (dài 1,7 m và nặng 50 kg) đến cá voi sát thủ (9,4 m và nặng 10 tấn), loài cá heo lớn nhất được biết đến. Một số loài biểu hiện dị hình giới tính; con đực lớn hơn con cái. Chúng có cơ thể được sắp xếp hợp lý và hai chi biến đổi thành chân chèo. Mặc dù không hoàn toàn linh hoạt như hải cẩu, một số con cá heo có thể di chuyển với tốc độ 29 km/giờ cho những khoảng cách ngắn. Đa số các loài này chủ yếu ăn cá, cùng với một số lượng nhỏ mực ống và động vật giáp xác nhỏ, nhưng có một số loài chuyên ăn mực ống, hoặc, trong trường hợp của cá voi sát thủ, cũng ăn các động vật có vú thủy sinh và chim biển. Tất cả, tuy nhiên, hoàn toàn là thú ăn thịt. Chúng thường có từ 100 đến 200 cái răng, mặc dù một số loài có số lượng răng ít hơn đáng kể. Chúng di chuyển trong các đàn lớn, có thể lên đến hàng ngàn cá thể ở một số loài. Mỗi đàn tìm kiếm thức ăn trong phạm vi từ hàng chục đến hàng trăm km vuông. Một số nhóm có cấu trúc xã hội lỏng lẻo, với các cá thể thường xuyên tham gia vào đàn hoặc rời đi, nhưng một số khác dường như lâu dài hơn, có lẽ bị chi phối bởi một con đực và một nhóm con cái. Các cá thể giao tiếp bằng những âm thanh khác nhau, như các tiếng huýt ở tần số thấp và cũng như những tiếng lạch cạch ở tần số cao 80–220 kHz, chủ yếu được sử dụng để định vị bằng tiếng vang. Việc mang thai của một con cái kéo dài từ 10 đến 18 tháng và kết quả là sinh ra một con non. Một số loài thích nghi tốt với việc lặn xuống những độ rất sâu. Chúng có một lớp mỡ dưới da để giữ ấm trong nước lạnh.
Mặc dù các loài cá heo đại dương rất phổ biến trên khắp thế giới, đa số các loài ưa những vùng nước ấm hơn của vùng nhiệt đới, nhưng một số loài, như cá heo đầu bò, ưa khí hậu lạnh hơn. Cá heo đực thường giao phối với nhiều con cái mỗi năm, nhưng con cái chỉ giao phối mỗi hai đến ba năm. Con con thường được sinh ra vào mùa xuân và mùa hè, và con cái chịu mọi trách nhiệm nuôi dưỡng chúng. Con mẹ của một số loài nhịn ăn và nuôi con của chúng trong khoảng thời gian tương đối dài.
Cá heo đại dương đôi khi bị săn bắt ở những nơi như Nhật Bản, trong một hoạt động được gọi là săn cá heo. Bên cạnh việc săn bắt, chúng cũng phải đối mặt với các mối đe dọa từ việc khai thác, mất môi trường sống và sự ô nhiễm biển. Cá heo đã được mô tả trong nhiều nền văn hóa khác nhau trên thế giới. Thỉnh thoảng chúng có mặt trong văn học và phim ảnh, như trong bộ phim Free Willy của Warner Bros. Cá heo đôi khi bị nuôi nhốt và huấn luyện để biểu diễn trong các chương trình. Loài cá heo phổ biến nhất trong điều kiện nuôi nhốt là cá heo mũi chai, và ít hơn 50 con cá voi sát thủ đã được tìm thấy trong các thủy cung vào năm 2012.

## Phân loại
Bộ Cetacea: Bộ Cá voi
- Phân bộ Odontoceti: cá voi có răng
  - Họ Delphinidae: Cá heo đại dương
    - Chi Cephalorhynchus
      - Cephalorhynchus commersonii: cá heo Commerson
      - Cephalorhynchus eutropia: cá heo Chile
      - Cephalorhynchus heavisidii: cá heo Heaviside
      - Cephalorhynchus hectori: cá heo Hector

    - Chi Delphinus: cá heo mỏ
      - Delphinus capensis: cá heo mõm dài
      - Delphinus delphis: cá heo mõm ngắn

    - Chi Feresa:
      - Feresa attenuata: cá heo voi lùn

    - Chi Globicephala: cá voi hoa tiêu
      - Globicephala macrorhynchus: cá voi đầu tròn vây ngắn
      - Globicephala melas: cá voi đầu tròn vây dài

    - Chi Grampus:
      - Grampus griseus: cá heo Risso

    - Chi Lagenodelphis:
      - Lagenodelphis hosei: cá heo Fraser

    - Chi Lagenorhynchus: cá heo hông trắng
      - Lagenorhynchus acutus: cá heo hông trắng Đại Tây Dương
      - Lagenorhynchus albirostris: Cá heo mõm trắng
      - Lagenorhynchus australis: cá heo Peale
      - Lagenorhynchus cruciger: cá heo vằn chữ thập
      - Lagenorhynchus obliquidens: cá heo hông trắng Thái Bình Dương
      - Lagenorhynchus obscurus: cá heo sẫm màu

    - Chi Lissodelphis: cá heo đầu bò
      - Lissodelphis borealis: cá heo đầu bò phương Bắc
      - Lissodelphis peronii: cá heo đầu bò phương Nam

    - Chi Orcaella: cá heo vây hếch
      - Orcaella brevirostris: cá nược
      - Orcaella heinsohni: cá heo mũi hếch Australia

    - Chi Orcinus: 
      - Orcinus orca: cá voi sát thủ

    - Chi Peponocephala:
      - Peponocephala electra: cá voi đầu dưa

    - Chi Pseudorca:
      - Pseudorca crassidens: cá ông chuông

    - Chi Sotalia:
      - Sotalia fluviatilis: cá heo Tucuxi

    - Chi Sousa: cá heo lưng bướu
      - Sousa chinensis: cá heo lưng bướu Thái Bình Dương
      - Sousa plumbea: cá heo lưng bướu Ấn Độ Dương
      - Sousa teuszii: cá heo lưng bướu Đại Tây Dương

    - Chi Stenella:
      - Stenella attenuata: cá heo đốm nhiệt đới
      - Stenella clymene: cá heo Clymene
      - Stenella coeruleoalba: cá heo sọc
      - Stenella frontalis: cá heo đốm Đại Tây Dương
      - Stenella longirostris: cá heo Spinner

    - Chi Steno:
      - Steno bredanensis: cá heo răng nhám

    - Chi Tursiops: cá heo mũi chai
      - Tursiops aduncus: cá heo mũi chai Ấn Độ Dương
      - Tursiops truncatus: cá heo mũi chai thông thường

Các phân tích ở mức độ phân tử gần đây chỉ ra rằng các chi như chi Cá heo đốm (Stenella) và chi Cá heo hông trắng (Lagenorhynchus) không phải là đơn ngành như hiện nay vẫn đang công nhận. Vì thế, trong các năm tới đây có lẽ sẽ có các thay đổi trong phân loại của họ này.